# Macourov
Macourov (německy Matzerau) je vesnice v okrese Havlíčkův Brod v Kraji Vysočina, dnes místní část obce Žižkovo Pole. Osada leží v údolí ve vzdálenosti 13 km od Havlíčkova Brodu a 7 km od Přibyslavi. Protéká tudy potok Bělá, který se při jižním okraji osady vlévá zprava do Borovského potoka, jehož tok proudí podél východního a jižního okraje Macourova.

## Historie
Macourov existuje od dob německé kolonizace ve 13. století. V nejstarších dokladech se uvádí jako Macerouwe (Macerova Niva, 1265). Dávno v minulosti bylo počeštěno Macourov.
Zakládání osad na statcích pánů z Lichtenburka řídil německobrodský rychtář Wernher. Mocný Smil z Lichtenburka ho učinil kmotrem svých synů a za jeho zásluhy věnoval jemu a jeho manželce Gutliebe 2. prosince 1265 ves Macourov bez poplatků a s právem dědičným. Podmínkou bylo, že on i jeho potomci budou ke každé pánově vojenské výpravě vysílat jednoho jezdce lehce ozbrojeného. Wernher s úspěchem doloval u Macourova stříbro a roku 1289 Jindřich, syn Smilův, odpustil svému kmotrovi povinnost vysílání jednoho muže s tím, že požadoval polovinu z výnosů dolů na statcích. Ložisko v Macourově se brzy vyčerpalo, roku 1303 byla štola opuštěna a právo kutací získalo těžařské bratrstvo, v jehož čele byl Jindřich, převor kláštera pohledského, a do majetku kláštera připadla i ves. Roku 1329 koupila ves Macourov Eliška, vdova po Hynkovi z přibyslavské větve Ronovců, za 21 kop pražských grošů s podmínkou, že po její smrti připadne ves opět klášteru. Až do poloviny 19. století patřil Macourov k pohledskému panství.
| Rok            | 1869 | 1880 | 1890 | 1900 | 1910 | 1921 | 1930 | 1950 | 1961 | 1970 | 1980 | 1991 | 2001 |
| -------------- | ---- | ---- | ---- | ---- | ---- | ---- | ---- | ---- | ---- | ---- | ---- | ---- | ---- |
| Počet obyvatel | 121  | 105  | 123  | 122  | 108  | 124  | 107  | 83   | 84   | 67   | 55   | 44   | 32   |

## Současnost
V současné době žije v obci 30 obyvatel. Macourov má obecní vodovod, kabelovou televizi s možností internetu. V obci bohužel není žádná prodejna a občané jsou tak odkázáni především na dojíždění do Žižkova Pole, Havlíčkova Brodu, Přibyslavi a České Bělé.

## Sport
V obci je fungující občanské sdružení Macourovský svaz malé kopané, které pořádá ligu malé kopané. Vítězové ligy se účastní Mistrovství České republiky v malé kopané.

## Pamětihodnosti

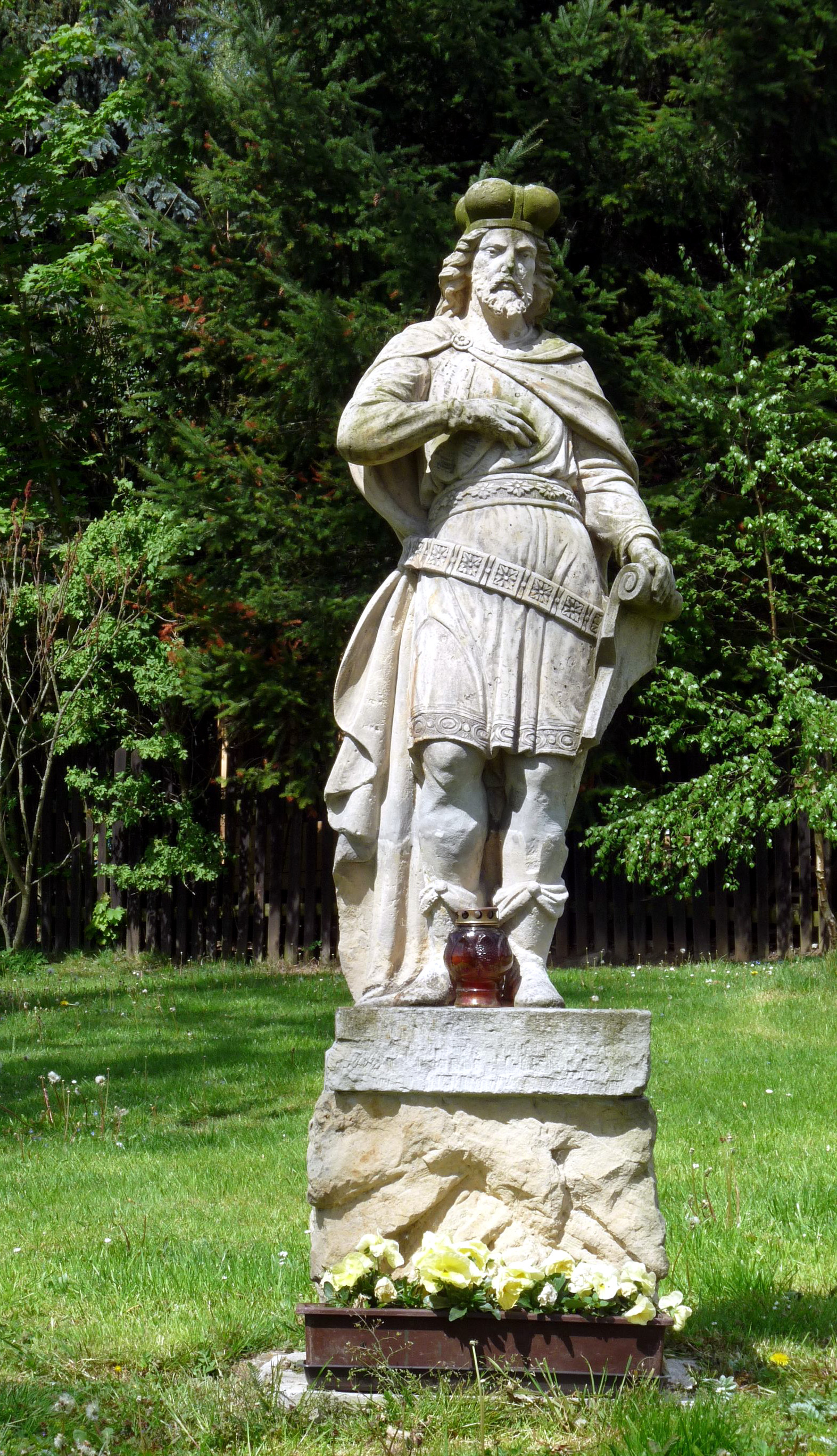
Socha sv. Václava

Kaplička, která jak píše název u vchodu, byla „vystavěna ke cti a chvále Boží l. p. 1924“ po první světové válce jako poděkování, že žádný z místních obyvatel z počtu 11 nebyl během první světové války zabit.
V kapličce je sloužena každou první neděli v měsíci mše svatá v 7:00.
V roce 2013 byla ve vsi umístěna socha svatého Václava.